# 麥哲倫流
麥哲倫流是一股高速雲的氣流，從大和小麥哲倫星系延伸超過100°，並穿過銀河系的銀河南極。氣流中含有一種被稱為「擺動臂」的氣體特徵。這條氣體流在1965年發現，在1974年確定了它與麥哲倫星系的關係。

## 發現和早期的觀測

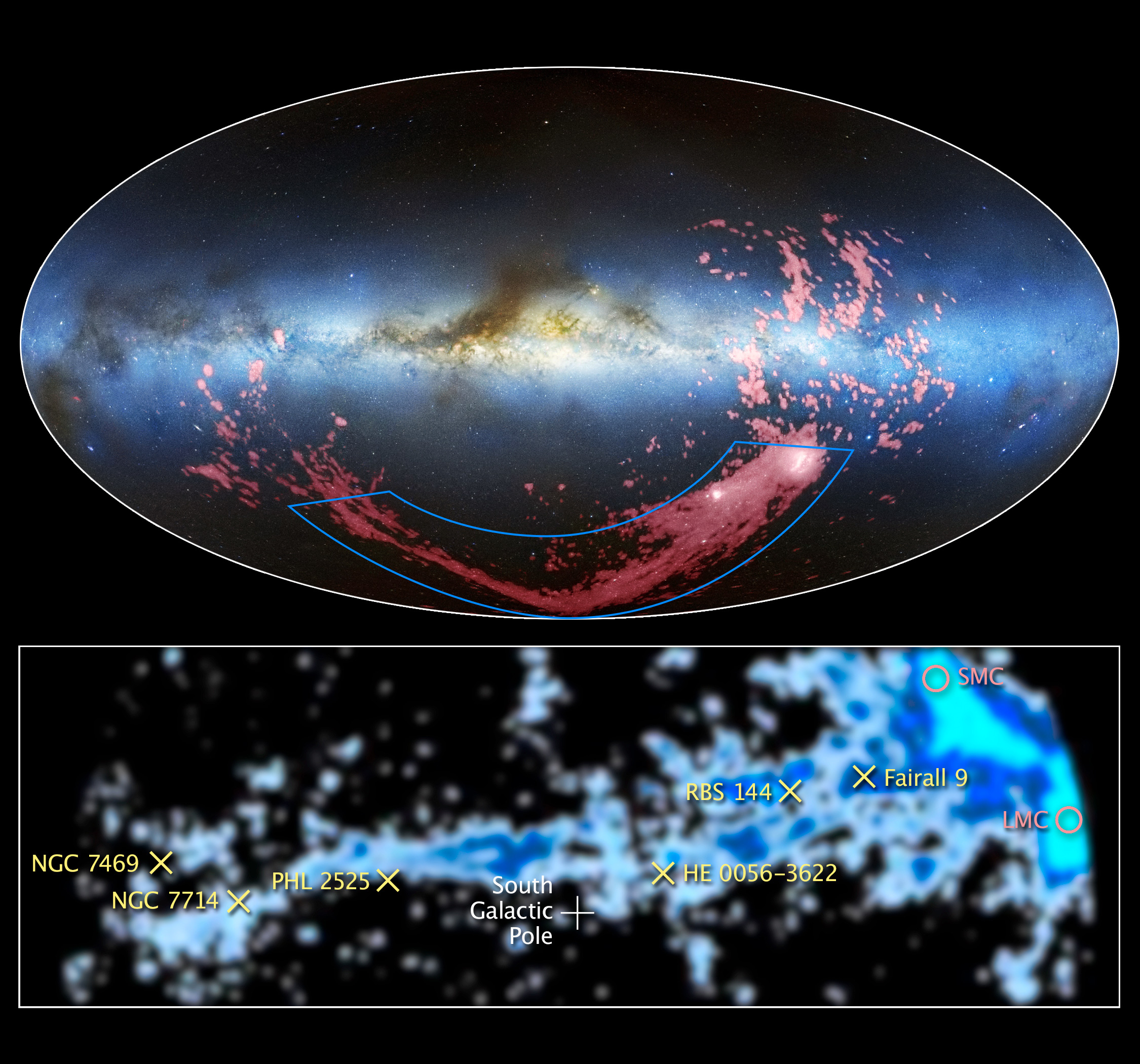
哈伯觀測圖覆蓋在LAB調查上，追溯麥哲倫流的起源。

在1965年，在麥哲倫星系區域發現速度異常的氣體雲，氣體在天空中延伸至少180度。這對應於在大約55kpc（18萬光年）的距離處，相當於180 kpc（60萬光年）。氣體相對於銀河系是非常准直和偏極化的。速度範圍很大（從-400到400公里s-1參考本地靜止標準），且速度模式不遵循銀河系的其餘部分。因此，它被確定為一個經典的高速雲。
然而，氣體沒有被繪製出來，也沒有與兩個麥哲倫星系建立聯系。萬尼爾（Wannier）和瑞克森（Wrixon）於1972年發現麥哲倫流靠近大、小麥哲倫星系，且本身具有中性氫（HI）氣體的特徵。它與大、小麥哲倫星系的聯繫是由馬修森（Mathewson）等人在1974年建立的。
由於麥哲倫星系的緊密性以及解析單個恒星及其視差和自轉的能力，隨後的觀測給出了兩個星系完整的6維相空間資訊（橫向速度的相對誤差非常大）。這使得能够計算大麥哲倫星系和小麥哲倫星系過去可能相對於銀河系的軌道。計算需要大量的假設，例如，關於3個星系的形狀和質量，以及運動物體之間動態摩擦的性質。對單顆恆星的觀測揭示了恆星形成歷史的細節。

## 模型
描述麥哲倫流形成的模型自1980年就已經開始進行。根據計算機的能力，最初的模型非常簡單，沒有自引力，而且粒子也很少。大多數模型預測了麥哲倫雲的一個特徵。這些早期的模型是「潮汐」模型，就像地球上的潮汐是由月球的引力「導引」所引起的一樣，模型預測了兩個相反的方向，且粒子優先被拉向這兩個方向。然而，觀察沒有發現到預測的特徵。這導致了一些模型不需要導引的元素，但也有它們自己的問題。在1998年，帕克斯天文台的帕克斯全天氫巡天量測團隊進行了一項全天空的氫巡天研究，產生了重要的新觀測數據。普特曼（Putman）等人發現引導麥哲倫星雲的一團高速雲實際上與麥哲倫星系完全相連。所以，「擺動臂」的特徵終於確定了。此外，盧（Lu）等人（1998）和吉布森（Gibson）等人（2000）確定了麥哲倫流和麥哲倫雲之間的化學相似性。
更新的、越來越複雜的模型都檢驗了擺動臂特徵的假說。這些模型通過{{link-en|潮汐場|Tidal fields]]大量利用了重力效應。一些模型還依賴衝壓力剝離作為成形機制。最近的模型越來越多地包括來自銀河系暈的阻力，以及氣體動力學、恒星形成和化學演化。據認為，因為小麥哲倫星系的質量較低，受引力的束縛較小，潮汐力是影響它最主要的因素。相比之下，大麥哲倫星系因為有更大的儲氣庫，衝壓力剝離是主要的影響。

## 最近的觀察
在2018年，研究通過觀察背景類星體發出穿過麥哲倫流的光，並分析被其吸收或穿過的光譜，證實麥哲倫流擺動臂中氣體的化學成分更接近於小麥哲倫星系的成分，而不是大麥哲倫星系的成分。這一分析證實，氣體很可能來自小麥哲倫星系，從而表明大麥哲倫星系在麥哲倫流上的兩個星系的重力牽引中「獲勝」。
在2019年，天文學家利用蓋亞數據發現了年輕的星團普萊斯-惠蘭1。該星團的低金屬量，顯示屬於麥哲倫流的搖擺臂。這個星團的發現表明，麥哲倫流的搖擺臂距離銀河系只有之前認為的一半，與銀河系的距離僅90,000光年。該星團相對年輕，這是搖擺臂最近才形成恆星的迹象。

## 進階讀物
- . SIMBAD. 斯特拉斯堡天文資料中心.
- Discovery: Wannier, P.; Wrixon, G. T. . The Astrophysical Journal. 1972, 173: L119 – L123. Bibcode:1972ApJ...173L.119W. doi:10.1086/180930.
- MC connection made: Mathewson, D. S.; Cleary, M. N.; Murray, J. D. . The Astrophysical Journal. 1974, 190: 291–296. Bibcode:1974ApJ...190..291M. doi:10.1086/152875.
- Initial modelling: Murai, T.; Fujimoto, M. . Publications of the Astronomical Society of Japan. 1980, 32: 581–604. Bibcode:1980PASJ...32..581M.
- LAF discovery: Putman, M. E.;  et al. . Nature. 1998, 394 (6695): 752–754. Bibcode:1998Natur.394..752P. S2CID 4357485. arXiv:astro-ph/9808023 . doi:10.1038/29466.

### 最新的模型
- Yoshizawa, Akira M.; Noguchi, Masafumi. . Monthly Notices of the Royal Astronomical Society. 2003, 339 (4): 1135–1154. Bibcode:2003MNRAS.339.1135Y. doi:10.1046/j.1365-8711.2003.06263.x .
- Mastropietro, C.; Moore, B.; Mayer, L.; Wadsley, J.; Stadel, J. . Monthly Notices of the Royal Astronomical Society. 2005, 363 (2): 509–520. Bibcode:2005MNRAS.363..509M. S2CID 5864290. arXiv:astro-ph/0412312 . doi:10.1111/j.1365-2966.2005.09435.x.
- Connors, Tim W.; Kawata, Daisuke; Gibson, Brad K. . Monthly Notices of the Royal Astronomical Society. 2006, 371 (1): 108–120. Bibcode:2006MNRAS.371..108C. S2CID 15563258. arXiv:astro-ph/0508390 . doi:10.1111/j.1365-2966.2006.10659.x.

## 外部連結
- The Magellanic Stream （页面存档备份，存于）, Astronomy Picture of the Day 25 January 2010